# 志摩市立東海中学校
志摩市立東海中学校（しましりつとうかいちゅうがっこう）は、三重県志摩市阿児町甲賀にある、公立の中学校である。通称は、東中（とうちゅう）。2009年（平成21年）5月現在の生徒数は210人で、志摩市内では4番目の規模である。2018年（平成30年）4月1日に志摩市立安乗中学校と統合し、新しい東海中学校となった。

## 概要
「生徒の自立的な活動を保障し、生徒が主体となる学校づくり」を目指している。特に生徒の自主性は、文化祭において顕著に見られるという。校則はあまり厳しくない。
- 敷地面積:21,249m2
  - 建物敷地：6,270m2
    - 校舎面積：3,554m2

  - 運動場：13,101m2

## 沿革
前身校時代
- 1947年（昭和22年）4月15日 - 甲賀・国府・立神・志島・安乗の5ヶ村がそれぞれ村立甲賀・国府・立神・志島・安乗中学校を開校。
- 1948年（昭和23年）
  - 5月10日 - 三重県が学校再配置計画を発表、中学校の統合を示唆。
  - 5月22日 - 上記5ヶ村、新校名を「東海中学校」に決定。甲賀小学校校舎を暫定校舎とするなどを決議。

組合立中学校時代
- 1948年（昭和23年）
  - 7月15日 - 校長と19名の職員が着任。
  - 8月23日 - 「甲賀村ほか四か村学校組合立東海中学校」創立。本校を甲賀に、安乗分校を安乗に設置。同年9月の生徒数は529名。
  - 8月27日 - 開校式典挙行。
- 1949年（昭和24年）
  - 5月23日 - 第一校舎上棟。
  - 7月13日 - 第二校舎上棟。
  - 10月6日 - 安乗分校新校舎落成式挙行。
  - 10月7日 - 本校新校舎落成式挙行。この日をもって創立記念日とする。
  - 11月1日 - 校歌制定。
- 1953年（昭和28年）10月1日 - 安乗分校が独立、安乗村立安乗中学校が復活する。本校は「甲賀村ほか三か村学校組合立東海中学校」に改称。
- 1954年（昭和29年)11月19日 - 講堂兼体育館落成式。

町立中学校時代
- 1955年（昭和30年）1月1日 - 市町村合併により「阿児町立東海中学校」となる。
- 1959年（昭和34年）9月26日 - 伊勢湾台風の被害を受ける。
- 1961年（昭和36年）6月15日 - 技術家庭科棟完成。
- 1965年（昭和40年）7月5日 - 学校給食開始。
- 1976年（昭和51年）10月30日 - 三重県教育優良校表彰を受ける。
- 1982年（昭和57年）2月10日 - 校舎・体育館改築工事竣工。
- 1995年（平成7年）度 - 全国中学校体育大会で卓球男子個人優勝など、各種入賞が相次ぐ

市立中学校時代
- 2004年（平成16年）10月1日 - 市町村合併により「志摩市立東海中学校」になる。
- 2018年（平成30年）4月1日 - 安乗中学校と統合し、改めて志摩市立東海中学校を設置[4]。

## 施設
- 校舎
- 体育館
- 技術家庭科棟
- 部室棟
- グラウンド

## 通学区
東海小学校区
阿児町甲賀
阿児町国府
阿児町志島
阿児町立神
阿児町安乗

## 校歌
- 作詞：森下愛子
- 作曲：米田天海
- 3番まであり、校名の「東海」という語が2回登場する。

## 学校行事
- 4月 - 始業式、入学式
- 5月 - 体育祭、修学旅行
- 7月 - 新人戦、1学期終了
- 9月 - 2学期開始
- 11月 - 文化祭[5]
- 3月 - 卒業式、終了式

## 部活動
- 野球部
- バスケットボール部
- 卓球部
- ブラスバンド部
- 文化部
- ソフトテニス部
- 郷土芸能クラブ - 安乗中との統合により設置[7]。安乗の人形芝居を上演する[7]。
- 特設で陸上部、相撲部

## 進路
- 多くの生徒が高等学校へ進学する。進学先は市内の志摩高校をはじめ、伊勢市への進学者が増加している。

## 交通
- 三重交通甲賀小学校前バス停より徒歩約14分（約1.2km）